# Maximilian Ehrenstein
Maximilian Richard Ehrenstein (geboren 11. Mai 1899 in Thalkirchen; gestorben 28. Dezember 1968 in Philadelphia) war ein deutschamerikanischer Biochemiker.

## Leben
Maximilian Ehrenstein war ein Sohn des Apothekers und Nahrungsmittelchemikers Richard Ehrenstein und der Amanda Engels. Er machte 1918 die Reifeprüfung auf dem Realgymnasium in Göttingen und wurde Marinesoldat. Er studierte ab 1918 Chemie an der Universität Göttingen und wurde 1921 mit einer Dissertation Ueber die thermische Zersetzung einiger Dicarbonsäuren der aliphatischen und hydroaromatischen Reihe beim Biochemiker Adolf Windaus promoviert. 1923 wechselte er als Assistent zu Fritz Straus (1877–1942) an die Technische Hochschule Breslau. Ehrenstein heiratete 1925 die Pharmazeutin Elsa Mayer und ging für ein Jahr als Fellow der Rockefeller Foundation an die Universität Zürich zu Paul Karrer. Von 1926 an war er Stipendiat der Notgemeinschaft der Deutschen Wissenschaft und forschte in München im Privatlabor bei Heinrich Wieland. Von 1929 bis 1933 war er Assistent am Pharmazeutischen Institut der Universität Berlin. Er wurde 1931 bei Carl Mannich mit der Arbeit Zur Kenntnis der Alkaloide des Tabaks habilitiert.
Nach der Machtübergabe an die Nationalsozialisten wurde ihm im Dezember 1933 wegen seines jüdischen Vaters aufgrund des Berufsbeamtengesetzes (§ 6) die Lehrbefugnis entzogen. Ehrenstein, der evangelisch getauft war, reagierte mit einem verzweifelten Schreiben an Hitler, in dem er seine „nationale“ Einstellung betonte: „Ich möchte weiterhin dem Lande dienen, für dessen nationale Regierung wir uns stets eingesetzt haben ... Wir wollen weiterhin anständige Deutsche sein und vertrauen auf Ihre Hilfe.“ Der Brief blieb unbeantwortet.
Ehrenstein emigrierte 1934 in die USA und arbeitete als Forschungsassistent an der University of Virginia School of Medicine. Ab 1937 war er an der University of Pennsylvania School of Medicine in Philadelphia zunächst als Assistenzprofessor beschäftigt; 1948 wurde er zum Associate Professor, 1949 zum Full Professor für Biochemie ernannt.
1944 berichteten Ehrenstein und Willard Myron Allen über Tests bei Kaninchen mit dem Progesteron vergleichbaren Stoffen und schufen damit die Basis für weitere Forschungen, die zur Entwicklung moderner Ovulationshemmer führen sollten.
Ehrensteins Wunsch, im Rahmen des 1958 erteilten Wiedergutmachungsbescheids eine Honorarprofessur an der Universität Hamburg anzutreten, scheiterte an bürokratischen Hemmnissen der Universitätsverwaltung. Seit 1963 wurde er schließlich in Hamburg als entpflichteter Professor für physiologische Medizin geführt. Ehrenstein erhielt 1965 einen Ehrendoktor der FU Berlin und kurz vor seinem Tode 1968 einen Ehrendoktor der Universität Hamburg. 1966 erhielt er das Bundesverdienstkreuz 1. Klasse. Er wurde auf dem Ohlsdorfer Friedhof bestattet.

## Schriften (Auswahl)
- Ueber die thermische Zersetzung einiger Dicarbonsäuren der aliphatischen und hydroaromatischen Reihe, Auszug in: Jahrbuch der Philosophischen Fakultät der Georg August-Universität zu Göttingen, 1921. Göttingen, Phil. Diss., 1921
- Modern antimalarials, in: The American journal of pharmacy. Vol. 114, No. 12, S. 456–482